# Mussaenda debeauxii
Mussaenda debeauxii är en måreväxtart som beskrevs av Herbert Fuller Wernham. Mussaenda debeauxii ingår i släktet Mussaenda och familjen måreväxter. Inga underarter finns listade i Catalogue of Life.